# The Lion's Song
The Lion's Song est un jeu vidéo d'aventure en pointer-et-cliquer développé et édité par Mi'pu'mi Games, sorti en 2016 sur Windows, en 2017 sur iOS et en 2018 sur Nintendo Switch.

## Système de jeu
C'est un point and click avec des dialogues à choix multiples, et des conséquences, mais pas de puzzle ni d'inventaire, contrairement à beaucoup de jeux du genre. Les possibilités d'interactivité sont assez limitées et le jeu est essentiellement narratif.
Le jeu est divisé en quatre parties : Silence, Anthology, Derivation et Closure, chacune se jouant avec un personnage différent mais se passant dans le même cadre : Vienne au début du XXe siècle. Ces quatre séquences sont reliées entre elles par certains événements et personnages.

## Sortie
Les quatre épisodes sortent les uns après les autres sur PC : tout d'abord Silence en juillet 2016, disponible gratuitement. Par la suite les trois épisodes suivants sont payants : Anthology sort en novembre 2016, Derivation est publié en mars 2017, et enfin la conclusion est disponible en juillet 2017.
La version mobile, qui comprend la totalité de l'aventure, sort en juillet 2017 sur iOS. 
Puis le jeu arrive un an plus tard en dématérialisé sur la Nintendo Switch, en juillet 2018.
En juin 2021, Super Rare Games publie une édition boîte en quantité limitée, pour la Switch, des deux jeux de Mi'Pu'Mi The Lion's Song et The Flower Collectors.

## Accueil

### Critiques
The Lion's Song a été bien accueilli à la fois sur PC lors de sa sortie initiale, avec un score de 77/100 par l’agrégateur Metacritic pour 10 critiques, puis sur Switch avec un score de 81/100, sur 19 critiques.

### Récompenses
Il  a été récompensé par le Best Indie Game Award au German Developer Award 2016. Il a également obtenu une mention honorable dans la catégorie « Excellence en Narration » lors du Independent Games Festival 2017.